# 遙かなる時空の中でシリーズ
遙かなる時空の中でシリーズ（はるかなるときのなかでシリーズ）は、コーエーテクモゲームス（当初はコーエー）から発売されているネオロマンスシリーズの第2作。通称『遙か』。2012年時点でゲームシリーズの累計販売本数は100万本を超える。

## 概要
『1』から『3』及び『5』（白龍の神子）、『6』（黒龍の神子）は、龍神の神子として異世界に召喚された現代の女子高生が、神子を守る役目を持った男性と共に戦い、京や鎌倉を始めとする過去によく似た舞台（『1』は平安時代、『2』は平安末期、『3』は源平争乱期、『5』は幕末〜明治維新期、『6』は大正時代）に平和をもたらす物語。『4』と『7』は、異世界に生まれた姫（古代『4』、戦国時代『7』）が、敵国の襲撃から逃れて現代で過ごし、やがて滅びた故国を復興するために時空を超えて戻り、戦う物語。和風ファンタジーの世界観が全作に共通している。
『1』と『2』はシミュレーション色が強いシステムだが、『3』と『4』ではノベルゲーム要素（AVG要素）が濃くなり、シナリオ性が『1』『2』よりも強くなった反面、自由度は減少した他、キャラクターの強化等RPG要素も強くなっている。
メインキャラクターの声優は、『4』を除き次作でも同じ立場のキャラが引き継ぐ方式を取っている。ただし、同じ声優だからといって、生まれ変わりや同一人物、子孫というような関連性はない（アクラムや藤姫など一部のキャラを除く）。『3』では性格が一新され、『4』でも性格変更に加えて声優（立場）がシャッフルされた。『5』以降は作品ごとに性格は異なっている。
2010年9月18日に東京ゲームショウ2010にて『遙かなる時空の中で5』の制作発表が行われた。それに伴い、前作までの声優も一新されることが明らかになった。

## ゲームリスト

### 『1』関連
- 遙かなる時空の中で：2000年4月6日発売。PS用。
- 遙かなる時空の中で：2002年8月23日発売。GBA用。
- 遙かなる時空の中で-盤上遊戯-：2003年6月26日発売。PS用。
- 遙かなる時空の中で-八葉抄-：2005年4月1日発売。PS2用。
- 遙かなる時空の中で 彩絵手箱：2005年4月1日発売。PSP用。
- 遙かなる時空の中で-舞一夜-：2006年9月21日発売。PS2用。
- ポケットシナリオシリーズ 遙かなる時空の中で 舞一夜：2006年11月30日発売。ニンテンドーDS用。
- 遙かなる時空の中で～八葉抄～(PSP)：2013年2月14日発売。PSP用。
- 遙かなる時空の中で Ultimate：2018年2月22日発売。PS Vita、iOS、Android用。

### 『2』関連
- 遙かなる時空の中で2：2001年9月28日発売。Windows 95/98/Me用。
- 遙かなる時空の中で2：2002年2月28日発売。PS2用。
- 遙かなる時空の中で2：2005年6月30日発売。PSP用。

### 『3』関連
- 遙かなる時空の中で3：2004年12月22日発売。PS2用。
- 遙かなる時空の中で3 十六夜記：2005年9月22日発売。PS2用。
- 遙かなる時空の中で3 運命の迷宮（ラビリンス）：2006年3月23日発売。PS2用。
- 遙かなる時空の中で3 with 十六夜記 愛蔵版：2009年3月19日発売。PSP用。
- 遙かなる時空の中で3 運命の迷宮 愛蔵版：2009年10月22日発売。PSP用。
- 遙かなる時空の中で3 Ultimate：2017年2月23日発売。PS Vita用。

### 『4』関連
- 遙かなる時空の中で4：2008年6月19日発売。PS2/Wii用。
- 遙かなる時空の中で4 愛蔵版：2010年12月22日発売。PSP用。

### 『5』関連
- 遙かなる時空の中で5：2011年2月24日発売。PSP用。
- 遙かなる時空の中で5 風花記：2012年2月23日発売。PSP用。

### 『6』関連
- 遙かなる時空の中で6：2015年3月12日発売。PSP/PS Vita用。
- 遙かなる時空の中で6 幻燈ロンド：2016年12月22日発売。PS Vita用。
- 遙かなる時空の中で6 DX：2019年3月14日発売。Switch用。

### 『7』関連
- 遙かなる時空の中で7：2020年6月18日発売。Switch用。

### ブラウザゲーム
- 100万人の遙かなる時空の中で：2012年8 月16日開始。Mobage用。
- 100万人の遙かなる時空の中で：2013年4月12日開始。Yahoo!モバゲー用。
- 100万人の遙かなる時空の中で：2014年3月12日開始。my GAMECITY用。
- 100万人の遙かなる時空の中で：2015年1月22日開始。GREE用。

すべて2016年11月30日12時00分をもってサービス終了

### シリーズ総合
- 遙かなる時空の中で 夢浮橋：2008年8月21日発売。ニンテンドーDS用。
- 遙かなる時空の中で 夢浮橋 Special：2009年1月29日発売。PS2用。

## レギュラー声優（1～4）
- 川上とも子…主人公：元宮あかね、高倉花梨、春日望美、葦原千尋
- 三木眞一郎…源頼久、源頼忠、有川将臣、柊
- 関智一…森村天真、平勝真、源九郎義経、サザキ、青龍
- 高橋直純…イノリ、イサト、ヒノエ、遠夜、朱雀
- 宮田幸季…流山詩紋、彰紋、武蔵坊弁慶、那岐
- 中原茂…藤原鷹通、藤原幸鷹、有川譲、葛城忍人
- 井上和彦…橘友雅、翡翠、梶原景時、風早、白虎
- 保志総一朗…永泉、源泉水、平敦盛、布都彦、玄武
- 石田彰…安倍泰明、安倍泰継、リズヴァーン、アシュヴィン
- 大谷育江…藤姫、藤原紫、藤原深苑、白龍（成長前）
- 置鮎龍太郎…アクラム、白龍（成長後）、黒龍、ナーサティヤ
- 石井康嗣…イクティダール、源時朝、源頼朝、ムドガラ
- 川村万梨阿…シリン、北条政子、夕霧
- 浅川悠…セフル、和仁、平清盛、幻影、足往
- 桑島法子…森村蘭、平千歳、梶原朔、一ノ姫
- 櫻井孝宏…多季史（劇場版オリジナル）
- 鳥海浩輔…藤原泰衡、大伴道臣
- 浜田賢二…平知盛、平重衡（銀）、リブ

## レギュラー声優（5以降）
- 高橋美佳子…白龍の神子：蓮水ゆき、駒野千代、天野七緒
- 斎賀みつき…黒龍の神子：八雲都、高塚梓
- 寺島拓篤…桐生瞬、有馬一、真田幸村
- 鈴村健一…坂本龍馬、ダリウス、天野五月
- 阿部敦…チナミ、コハク、宮本武蔵
- 岡本信彦…沖田総司、片霧秋兵、佐々木大和
- 立花慎之介…小松帯刀、ルードハーネ、黒田長政
- 竹本英史…福地桜智、本条政虎、直江兼続
- 四反田マイケル…アーネスト・サトウ、萩尾九段、阿国
- 安元洋貴…高杉晋作、里谷村雨、柳生宗矩.
- 下野紘…桐生祟、萬、織田秀信
- 近藤隆…桂小五郎、藤堂尚哉、平島義近

## スタッフ
- 総括 - ルビー・パーティー（コーエー）
- キャラクターデザイン - 水野十子

## メディア展開

### 漫画
白泉社発行の月刊『LaLa』にて2000年に開始し、後に『LaLa DX』に連載元を移動。2010年3月に単行本が全17巻で完結している。作者はゲームのキャラクターデザイン担当の水野十子。内容は『1』に沿っている。本編の連載が終了した後、読み切り作品が『LaLa DX』2010年5月号に掲載されたが未収録。アニメ『八葉抄』と小説『止事無き胸の内』は水野の漫画版がベースとなっている。『八葉抄』と異なり、主人公と恋仲になった相手を明確にしている。
『2』と『3』と『舞一夜』は読み切り作品として掲載され併録された。『4』以降はタイトルを独立しており、『4』は『LaLa』にて短期連載の題材として描かれ単行本が全1巻、『5』は『LaLa DX』にて連載され単行本が全2巻、『6』は講談社の『ARIA』にて開始し同誌の休刊後は『少年マガジンエッジ』で連載され単行本が全7巻、『7』は同社とpixivのウェブコミック配信サイト『Palcy』にて連載され単行本が既刊2巻、刊行中。

### 小説
近藤史恵、矢吹ましろ、時海結以の著によって、コーエー（旧・光栄）から小説版が、それぞれ発売された。

### アニメ
遙かなる時空の中で-紫陽花ゆめ語り-
OVA。シリーズ初のアニメ化作品。
遙かなる時空の中で2-白き龍の神子-
OVA。シリーズの『2』が題材。
遙かなる時空の中で-八葉抄-
2004年10月から、テレビ東京系列で半年間放送された。全26話。雑誌連載の漫画がベースだが、後半はオリジナルの展開。後に発売されたDVD版ではマルチEDを取り入れている。また、ファンディスクには「心の行方」「想いの在処」というタイトルでオリジナルアニメが収録されている。
遙かなる時空の中で3 紅の月
シリーズの『3』が題材。2007年12月に、キッズステーションでスペシャル番組として放送された。
遙かなる時空の中で3 終わりなき運命
シリーズの『3』が題材。2010年1月に、AT-Xでスペシャル番組として放送された。DVDの限定版にはマルチED10種類を取り入れている。

### 映画
タイトルは『劇場版 遙かなる時空の中で 舞一夜』。2006年夏に公開。監督は篠原俊哉。

### 舞台
ネオロマンスステージ「遙かなる時空の中で〜舞一夜〜」
2008年1月 - 2月に東京と大阪にて公演。2008年8月に東京にて再演。
ネオロマンスステージ「遙かなる時空の中で〜朧草紙〜」
2009年1月 - 2月に東京と大阪にて公演。2009年8月に東京にて再演。
舞台「遙かなる時空の中で2」
2011年6月に東京にて公演。2012年5月 - 6月に東京で再演。
舞台「遙かなる時空の中で5」
2014年9月 - 10月に東京にて公演。2014年12月に 東京で再演。
舞台「遙かなる時空の中で6」
2015年11月 - 12月に東京にて公演。
舞台 ｢遙かなる時空の中で5 風花記｣
2016年8月に東京にて公演。
舞台「遙かなる時空の中で6 幻燈ロンド」
2017年5月に東京にて公演。
舞台「遙かなる時空の中で3」
2018年12月に東京と大阪にて公演。
ミュージカル「遥かなる時空の中で6 外伝～黄昏ノ仮面～」
2019年6月に東京と大阪にて公演。
舞台「遙かなる時空の中で3 十六夜記」
2021年1月に東京にて公演。
舞台「遙かなる時空の中で3 Ultimate」
2023年4月に東京にて公演。

## 用語
京
各作品の主な舞台となる、過去の時代によく似た異次元の都。歴史の流れや人間関係が現実世界の歴史と酷似しているために誤解されやすいが、主人公は実際の過去にタイムスリップしたわけではない（あくまで異世界へ召喚された設定）。
龍神
京の守り神。白龍と黒龍が合わさった完全体を「応龍」といい、初めてこの名称が登場した『2』の神子の祈りにより、『3』では京以外の範囲も見守るようになる。
龍神の神子
龍神の声を聞くことのできる唯一の存在。京に危機が訪れると、龍神によって選定される。「白龍の神子」だけを指す場合も多い。
白龍の神子
龍神の陽の部分である白龍によって選ばれた神子。五行の力を操り、怨霊を封印することができる。霊力が非常に高く、手で触れるだけで呪詛を祓えるが、穢れに弱い。総じて慈しみの精神が強い。
黒龍の神子
龍神の陰の部分である黒龍によって選ばれた神子。怨霊を封印する力はないが、怨霊の声を聞き、鎮めることができる。
四神
龍神に仕え、京の四方を守護する聖獣、青龍・朱雀・白虎・玄武を指す。青龍は東、朱雀は南、白虎は西、玄武は北を守る。
八葉
龍神の神子に仕え、神子の剣となり盾となる8人の男性のこと。龍神によって選定され、その証として体の一部に龍の宝玉が出現する。四神一体につき、天の理と地の理の2人が選ばれる。神子から与えられた力で特殊な術を使うことができる。
星の一族
龍神の神子に仕える役目を代々受け継ぐ一族。神子の不在時は、龍の宝玉を守り伝えている。龍神の神子のために尽くしたり、庭の手入れをするのが好きな者が多い。未来の吉凶を占ったり予知夢を見るなど、特殊な能力を発揮する者がいる一方で、力のない者も存在する。
龍の宝玉（りゅうのぎょく）
元は1つの玉だが、八葉が選定される際に8つに分かれ、各八葉の体の一部に現れるもの。神子や八葉や星の一族など、龍神に関わる者か霊力が高い者にしか見えず、触っても感触はない。八葉の役目が終わると自然に消え、元の1つに戻る。
1から3の八葉は宝珠が現れる位置が決まっている。
- 天青龍……左耳上部(蒼)
- 地青龍……左肩(水色)
- 天朱雀……額(赤)
- 地朱雀……右手の甲(黄)
- 天白虎……右首筋(白)
- 地白虎……鎖骨の間(緑)
- 天玄武……左の掌(紫)
- 地玄武……右目の下(黄緑)

八卦
自然界を構成する8つの気。八葉はそれぞれ各気を帯びており、キャラクターの性格付けの元にもなっている。
- 天青龍……巽（そん）
- 地青龍……震（しん）
- 天朱雀……離（り）
- 地朱雀……坤（こん）
- 天白虎……乾（けん）
- 地白虎……兌（だ）
- 天玄武……坎（かん）
- 地玄武……艮（ごん）

## その他
『2』以降、追加された設定
『1』の時点では「白龍の神子」という設定は存在せず、主人公は「龍神の神子」と呼ばれ、破壊神「黒龍」は名称しか出てこない。
「龍神」には2つの側面（白龍と黒龍）があり、それぞれ1人ずつ神子を求め、白龍は「進む力」、黒龍は「留まる力」を司る、という設定になった。また、先に選出された神子は強い力を手にするため、八葉はつかない（『1』から『3』の主人公は3人とも後から選出された神子）。ただし、黒龍の神子の方が強力という設定は、『2』においてのみ適用されている（それが顕れるシーンが『1』と『3』にはなく、『4』には黒龍の神子が存在しない）。
『3』までは、先に選ばれる神子が白龍と黒龍のどちらか曖昧な状態だったが、『6』において、先に選ばれるのは強い力を持つ黒龍の神子、後から選ばれるのは白龍の神子と明言されている。
八葉の刺青
歴代の八葉のうち、森村天真（『1』の地青龍）、平勝真（『2』の地青龍）、梶原景時（『3』の地白虎）の3人に限り、宝玉の周りに刺青に似た模様が現れるが、これは彼らが黒龍の神子と血縁関係にあることが関係している。ただ、詳しい設定は公式側でも不明の扱いになっている。
天地の八葉の対立
『1』『2』においては、同じ四神の八葉でも性格や立場の違いから衝突する場面が多く、主人公が彼らの絆を深めることが物語上の重要な鍵となっていた。『3』では八葉同士の対立はほとんど無く、むしろ同じ四神の八葉ほど気が合っている。

## 関連商品
作品別の商品については各項目を参照のこと。

### CD
- 遙かなる時空の中で2&3 キャラクターコレクション

1. 地の青龍〜平勝真&源九郎義経〜
2. 天の玄武〜源泉水&平敦盛〜
3. 地の朱雀〜彰紋&武蔵坊弁慶〜
4. 天の白虎〜藤原幸鷹&有川 譲〜
5. 天の青龍〜源頼忠&有川将臣〜
6. 天の朱雀〜イサト&ヒノエ〜
7. 地の白虎〜翡翠&梶原景時〜
8. 地の玄武〜安倍泰継&リズヴァーン〜
9. 特別編

- 遙かなる時空の中で2&3 キャラクターコレクション〜スペシャルヴァージョン〜
- 遙かなる時空の中で1&2&3 花祭
- ネオロマンス♥Duet+ 遙かなる時空の中で1&2&3
- 遙かなる時空の中で 夢浮橋 Special 〜天花の虹〜
- ピアノ曲集 遙かなる時空の中で 悠久の奏

### DVD
- ライブビデオ ネオロマンス・ライブ 遙か祭 2005
- ライブビデオ ネオロマンス・フェスタ 遙か祭 2006
- ライブビデオ ネオロマンス・フェスタ 遙か祭 2008
- ライブビデオ ネオロマンス・フェスタ 遙か十年祭
- バラエティDVD 遙かなる時空の中で 八葉爛漫